# Japet (tytan)
Japet (także Japetos, Japetus, Iapetos, Iapetus; gr. Ἰαπετός Iapetós, łac. Iapetus, Japetus) – w mitologii greckiej tytan uosabiający śmiertelność.
Należał do pierwszego pokolenia tytanów. Uchodził za syna Uranosa i Gai. Był bratem tytanów – Hyperiona, Kojosa, Kriosa, Kronosa, Okeanosa i tytanid – Fojbe, Mnemosyne, Rei, Tei, Temidy, Tetydy oraz cyklopów – Argesa, Brontesa, Steropesa i hekatonchejrów – Ajgajona, Gygesa, Kottosa. Ze swoją żoną, okeanidą Klimene (lub okeanidą Azją) miał synów – Atlasa, Epimeteusza, Menojtiosa i Prometeusza. Przez Zeusa został strącony do Tartaru.
Imieniem tytana nazwano jeden z księżyców Saturna – Japet (Iapetus).